# B.T.K. (film, 2008)
Pour les articles homonymes, voir BTK.
Pour plus de détails, voir Fiche technique et Distribution.
B.T.K. est un film américain réalisé par Michael Feifer, sorti en 2008.

## Synopsis
Le film retrace le parcours du macabre tueur en série Dennis Rader, dit « B.T.K. » (initiales de l'anglais « Bind, torture, kill » qui signifie en français « Ligoter, torturer, tuer »).

## Fiche technique
- Titre : B.T.K.
- Réalisateur et scénario  : Michael Feifer
- Musique : Andres Boulton
- Produit par : Michael Feifer
- Production : Emylia
- Costumes : Malia Miyashiro
- Film interdit aux moins de 18 ans lors de sa sortie en salle.

## Distribution
- Kane Hodder : Dennis Rader « B.T.K. »
- Amy Lyndon : Susan Rader
- Odessa Rae : Heather
- Cara Sigmund : Annette
- Caia Coley : Mary Ann
- John Burke : Inspecteur Lutz
- Dru Kayla Kellem : Sharon
- Sarah Shoup : Lizzy
- Nino Simone : Ricky
- Kelsey McCann : Kelsey
- Bob Arnold : Pasteur Joe
- Anna Margaret Collins : Sarah
- Cameo Cara Martine : Madame Riding, la mère de Sarah
- Pascale Gigon : Madame Emerson, la mère de Teddy
- Wesley Stiller : Officier Corman
- Jeff Coatney : Inspecteur Powell
- Brad Barnholtz : Inspecteur Ford
- Daniel Bonjour : Inspecteur Carmichael
- Dyllan Young : Inspecteur Barnes
- Shannon Pierce Wilkins : Penelope Long
- Matteo Indelicato : Brandon
- Meagan Kapun : Samantha
- Lily Silverstein : Lily Riding
- Kyle Silverstein : Kyle Riding
- Coley Michael Feifer : Coley Riding
- Cassandra Fuote et Richard G. Calderon : Couple qui frappe l'officier